# Засульська сільська рада (Недригайлівський район)
Засу́льська сільська́ ра́да — адміністративно-територіальна одиниця та орган місцевого самоврядування в Недригайлівському районі Сумської області. Адміністративний центр — село Засулля.

## Загальні відомості
Утворена 4 лютого 1941 р. з включенням до неї села Засулля та хуторів: імені Молокова, імені Чапаєва, імені Громова, імені Шевченка, імені Щорса, імені Д. Хамули, Березки, Терешків, Дремів, Дегтярівка, Коренів, Кременна та Коренський, — з виключенням їх зі складу Недригайлівської сільської ради, Недригайлівського району.
- Населення ради: 1443 особи (станом на 2001 рік)

## Населені пункти
Сільській раді були підпорядковані населені пункти:
- с. Засулля
- с. Баба
- с. Берізки
- с. Дігтярка
- с. Дремове
- с. Кореневе
- с. Терешки
- с. Холодний Яр
- с. Цибуленки

## Склад ради
Рада складалася з 12 депутатів та голови.
- Голова ради: Гордієнко Іван Михайлович

### Керівний склад попередніх скликань
| Прізвище, ім'я, по батькові | Основні відомості                                                 | Дата обрання | Дата звільнення |
| --------------------------- | ----------------------------------------------------------------- | ------------ | --------------- |
| Гордієнко Іван Михайлович   | Сільський голова, 1959 року народження, освіта вища               | 26.03.2006   | 31.10.2010      |
| Гордієнко Іван Михайлович   | Сільський голова, 1959 року народження, освіта вища, безпартійний | 31.10.2010   | 25.10.2015      |
| Гордієнко Іван Михайлович   | Сільський голова, 1959 року народження, освіта вища, безпартійний | 25.10.2015   |                 |

Примітка: таблиця складена за даними сайту Верховної Ради України та ЦВК

### Депутати VII скликання
За результатами місцевих виборів 2015 року депутатами ради стали:

#### За суб'єктами висування
| Суб'єкт висування      | Кількість обраних депутатів | %     |
| ---------------------- | --------------------------- | ----- |
| Самовисування          | 11                          | 91.67 |
| Аграрна партія України | 1                           | 8.33  |

#### За округами
| № округу | Прізвище, ім'я, по батькові    | Ким висунуто           | Дата нар.  | Освіта              | Партійна приналежність       | Відомості                                                 |
| -------- | ------------------------------ | ---------------------- | ---------- | ------------------- | ---------------------------- | --------------------------------------------------------- |
| 1        | Якименська Людмила Анатоліївна | Самовисування          | 09.09.1975 | вища                | безпартійна                  | Засульська сільська рада, секретар виконкому              |
| 2        | Шелудченко Віктор Миколайович  | Самовисування          | 13.02.1959 | вища                | безпартійний                 | ФОП «Придуха», виконавчий директор                        |
| 3        | Волохов Сергій Андрійович      | Аграрна партія України | 02.09.1961 | вища                | член Аграрної партії України | Недригайлівська селищна рада, землевпорядник              |
| 4        | Таценко Олександр Асхабович    | Самовисування          | 22.10.1959 | загальна середня    | безпартійний                 | безробітній                                               |
| 5        | Красножон Михайло Іванович     | Самовисування          | 12.08.1957 | загальна середня    | безпартійний                 | пенсіонер                                                 |
| 6        | Стьопіна Катерина Борисівна    | Самовисування          | 05.06.1957 | професійно-технічна | безпартійна                  | пенсіонер                                                 |
| 7        | Коренева Олена Анатоліївна     | Самовисування          | 08.06.1958 | професійно-технічна | безпартійна                  | пенсіонер                                                 |
| 8        | Бузова Тетяна Григорівна       | Самовисування          | 09.12.1964 | інші види освіти    | безпартійна                  | Дремівський сільський клуб, завідувачка сільського клубу  |
| 9        | Псарьова Таміла Василівна      | Самовисування          | 16.03.1970 | вища                | безпартійна                  | Недригайлівський дошкільний навчальний заклад, вихователь |
| 10       | Кірна Людмила Миколаївна       | Самовисування          | 08.02.1973 | вища                | безпартійна                  | Засульський дошкільний навчальний заклад, вихователь      |
| 11       | Жмака Марія Іванівна           | Самовисування          | 28.05.1963 | професійно-технічна | безпартійна                  | Засульська сільська рада, секретар виконкому              |
| 12       | Шишенко Іван Петрович          | Самовисування          | 07.07.1975 | професійно-технічна | безпартійний                 | Приватний підприємець                                     |